# Leymen
Leymen är en kommun i departementet Haut-Rhin i regionen Grand Est (tidigare regionen Alsace) i nordöstra Frankrike. Kommunen ligger i kantonen Huningue som tillhör arrondissementet Mulhouse. Den har gräns till Schweiz. År 2022 hade Leymen 1 263 invånare.

## Befolkningsutveckling
Antalet invånare i kommunen Leymen
| Referens: INSEE |

## Transport
Leymen har en hållplats längs Basels spårväg. Hållplatsen ligger liksom Leymen i Frankrike även om övriga hållplatser längs den linjen ligger i Schweiz. Passagerare som befinner sig i spårvagnen utan att stiga på eller av i Leymen omfattas inte av reglerna för tull och gränsövergång.